# Peter Waterfield
Peter Waterfield, né le 12 mars 1981 à Walthamstow, est un plongeur britannique.

## Biographie
Aux Jeux olympiques d'été de 2004 à Athènes, Peter Waterfield remporte la médaille d'argent dans l'épreuve du plongeon synchronisé à 10 mètres avec Leon Taylor.